# Poleankî, Verhovîna
Poleankî (în ucraineană Полянки) este un sat în comuna Dovhopole din raionul Verhovîna, regiunea Ivano-Frankivsk, Ucraina.

## Demografie
Componența lingvistică a localității Poleankî
     Ucraineană (100%)
Conform recensământului din 2001, toată populația localității Poleankî era vorbitoare de ucraineană (100%).